# Genetic Use Restriction Technology

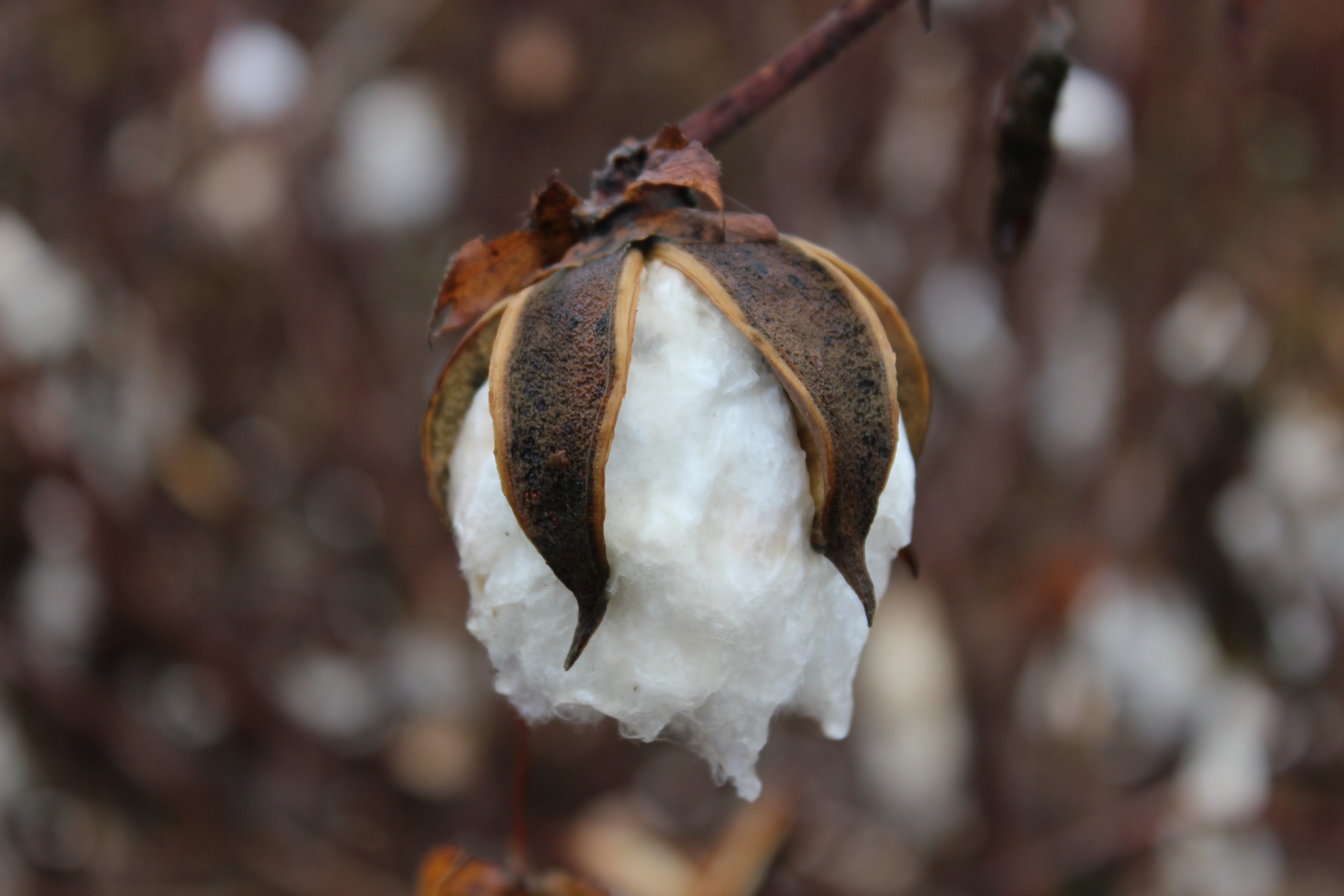
Unter anderem Baumwollpflanzen werden durch GURT-Verfahren unfruchtbar gemacht.

Genetic Use Restriction Technology (GURT, zu deutsch ‚genetische Verwendungsbeschränkungstechnologie‘) bezeichnet Methoden der Grünen Gentechnik, die die Ausbreitung und Vermehrung von gentechnisch veränderten Pflanzen einschränken bzw. verhindern. Diese Technologien umfassen unterschiedliche Strategien, die entweder auf die Merkmalsausprägungen gentechnisch veränderter Eigenschaften (trait-GURTs, kurz T-GURTs) oder die Fortpflanzungsfähigkeit der Pflanze (varietal-GURTs, kurz V-GURTs) Einfluss nehmen. Saatgutsterilisierende V-GURTs werden häufig auch als Terminator-Technologien bezeichnet.
GURTs wurden ab den 90er Jahren mit Unterstützung des US-amerikanischen Landwirtschaftsministeriums entwickelt, um die Vermehrung von gentechnisch verändertem Saatgut durch Landwirte zu verhindern und so Leistungsschutzrechte an gentechnischen Verfahren durchsetzen zu können, die als spezifisch amerikanische Kompetenz angesehen wurden. Zugleich kann durch GURTs auch verhindert werden, dass sich modifizierte Gene in der Umwelt verbreiten.

## Eigenschaften
GURTs befinden sich im Forschungs- und Entwicklungsstadium. Einige Techniken wurden bereits patentiert, bisher wurde aber keine GURT für eine Marktzulassung umgesetzt. Es wird diskutiert, ob sich die GURTs überhaupt für einen Einsatz eignen, anstatt als Grundlage für weitere Forschung zu dienen. Seit der fünften Vertragsstaatenkonferenz (2000) der Biodiversitätskonvention gilt zudem ein De-facto-Verbot auf Feldversuche mit GURTs in den Vertragsstaaten.
GURTs wurden mit dem Ziel entwickelt, den Schutz von geistigem Eigentum von Züchtern und Saatzuchtfirmen sicherzustellen und eine Vermehrung des Saatguts durch Landwirte zu verhindern (Sorten- und Patentschutz). Auch wollte man hierdurch einen stärkeren Züchtungsanreiz bieten. Zudem würden die bei der Durchsetzung von Patentrechten anfallenden Transaktionskosten bei nicht GURT-basierten proprietären Saatgutsorten wegfallen. Weiterhin sollte die Ausbreitung fruchtbarer gentechnisch veränderter Pollen in die Umgebung unterbunden werden.

### T-GURTs
T-GURTs steuern die Expression einer bestimmten gentechnisch veränderten Eigenschaft in Pflanzen. Die Pflanzen bleiben hierbei fertil und entwickeln auch keimfähige Samen, nur werden manche Eigenschaften nicht weitervererbt. T-GURTs reduzieren die Expression des Transgens in nachfolgenden Generationen und damit das Erscheinen der damit verbundenen Eigenschaften in deren Phänotyp. T-GURTs reduzieren jedoch nicht die Häufigkeit mit der das gentechnisch veränderte Gen im Genotyp der nachfolgenden Generationen vorkommt.
Bei T-GURTs kann eine bestimmte gentechnisch bedingte Eigenschaft – beispielsweise eine Salztoleranz – beim Saatgutkauf oder zu einem späteren Zeitpunkt durch einen vom Saatguthersteller angebotenen chemischen Aktivator ausgelöst werden. Syngenta erhielt 2001 in den USA ein erstes Patent auf diese Technik.

### V-GURTs
V-GURTs behindern die Wiederaussaat und Verbreitung von Sorten der nachfolgenden Generation. Hierzu wird entweder die Entwicklung der Pflanze gehemmt, die Samen oder der Pollen sterilisiert, oder die Ausbreitung verhindert. Zu den Techniken zählen Veränderung der Samen (Verteilung, Größe, Farbe, Sterilität) und des vegetativen Wachstums (Letalität, reduzierte Fitness, Blüte) sowie Überlebensfähigkeit der Pollen und Chloroplasten-Vererbbarkeit.
V-GURTs könnten sich insbesondere für selbstbestäubende Pflanzen wie Weizen, Gerste, Sojabohne und Baumwolle eignen, da bei diesen die Hybridzucht schwer möglich ist und somit die Möglichkeit gegeben wäre, den effektiven Sortenschutz zu verbessern.
Weiterhin könnten mithilfe von V-GURTs unerwünschte Auskreuzungen unterbunden werden. Dieses Potenzial sowie mögliche ökologische Risiken sind jedoch noch sehr unzureichend erforscht.

#### Terminator-Technologien
Nachdem das USDA und der Saatguthersteller Delta and Pine Land (heute Monsanto) im März 1998 in den USA ein Patent auf eine gemeinsam entwickelte V-GURT zur Saatgutsterilität mit dem Namen Technology Protection System erhielten, wurde diese von der kanadischen NGO Rural Advancement Foundation International (RAFI, heute ETC Group) als „Terminator-Technologie“ bezeichnet. Unter diesem Namen wurde die Technologie zur Saatgutsterilität in der Öffentlichkeit bekannt. Teile der Wissenschaft, einige Regierungen und NGOs äußerten seither verstärkt Bedenken gegen die mögliche Verwendung von V-GURTs, da diese ihrer Meinung nach Ernährungssicherheit, Biodiversität und Technologiezugang gefährden würden. Die falsche Annahme, dass eine Terminator-Technologie in Sorten eingebracht worden sei, motivierte unter anderem die Zerstörung von Feldversuchen mit Bt-Baumwolle Ende der 1990er Jahre in Indien durch Nichtregierungsorganisationen.
Benutzt wird bei dieser Technologie das bakterielle Cre/loxP-System, was über nichthomologe Rekombination das Ausschneiden von DNA-Stücken aus dem Genom erlaubt. Dabei wird die zu entfernende Sequenz von loxP-Sequenzen eingeschlossen, die Rekombinase Cre schneidet die dazwischenliegende Sequenz aus. In Terminatorpflanzen wird Expression der Cre-Rekombinase zum Beispiel durch das Tetracyclin-Repressor-System induziert, und diese entfernt eine Blockierungssequenz. Diese liegt zwischen einem samenspezifischen Promotor (zum Beispiel LEA) und einem letalen Gen, zum Beispiel dem cytotoxischen ribosome inhibitory protein. Die Pflanzen werden also zur Saatgutproduktion angebaut und vor dem Verkauf des Saatguts wird die Cre-Rekombinase induziert, um so sterile Samen verkaufen zu können.

## Volkswirtschaftliche Effekte
Abhängig von der Durchsetzbarkeit der Eigentumsrechte kann sowohl die Größe als auch die Verteilung von Wohlfahrtsgewinnen zwischen Saatgutunternehmen, Landwirten und Konsumenten unterschiedlich ausfallen. Unter der Annahme, dass der Schutz durch GURTs (im Gegensatz zu Patenten) zeitlich unbegrenzt ist, liegt das Ausmaß des Schutzes von GURTs für das simulierte Szenario des flächendeckenden Einsatzes im US-amerikanischen Maissektor über dem sozialen Optimum.
GURTs können zwar die Entwicklung von verbessertem Saatgut beschleunigen, gleichzeitig aber dessen Diffusion erschweren, insbesondere in Entwicklungsländern. Eine Simulation auf Basis der Erfahrung mit Hybridsaatgut suggeriert, dass der flächendeckende Einsatz von GURTs in Industrieländern und Schwellenländern wie China im Hinblick auf Produktivitätszuwächse lohnend wäre, jedoch nicht in den Least Developed Countries. Dort würden die negativen Produktivitätseffekte durch verlangsamte Diffusion stärker wiegen als die positiven Produktivitätseffekte durch beschleunigte Entwicklung von verbessertem Saatgut.
Aufgrund der starken ökonomischen Vorteile für die Saatguthersteller, die mit GUR-Techniken verbunden sind, würde eine weitere Marktkonzentration zugunsten einer Minderheit von Herstellern unterstützt werden. Sorten, die kommerziell weniger Nutzen versprechen, könnten vom Markt verschwinden und dadurch die genetische und biologische Vielfalt weiter abnehmen.